# Auray
Auray är en kommun i departementet Morbihan i regionen Bretagne i nordvästra Frankrike. Kommunen ligger i kantonen Auray som tillhör arrondissementet Lorient. År 2022 hade Auray 14 417 invånare.
Slaget vid Auray utspelade sig vid staden 29 september 1364.

## Befolkningsutveckling
Antalet invånare i kommunen Auray
| Referens: INSEE |